# Шанте (Мерт и Мозел)
Шанте (фр. Chanteheux) насеље је и општина у североисточној Француској у региону Лорена, у департману Мерт и Мозел која припада префектури Линевил.
По подацима из 2011. године у општини је живело 2054 становника, а густина насељености је износила 354,75 становника/km². Општина се простире на површини од 5,79 km². Налази се на средњој надморској висини од 230 метара (максималној 249 m, а минималној 222 m).

## Демографија
| 1962. | 1968. | 1975. | 1982. | 1990. | 1999. | 2011. |
| ----- | ----- | ----- | ----- | ----- | ----- | ----- |
| 795   | 955   | 1.272 | 1.815 | 1.746 | 1.603 | 2.054 |

График промене броја становника у току последњих година